# Витфилдс (Аризона)
Витфилдс (енгл. Wheatfields) насељено је место без административног статуса у америчкој савезној држави Аризона.

## Демографија
По попису из 2010. године број становника је 785.
| Група             | 2000.    | 2010.       |
| Белци             | 0 (0,0%) | 612 (78,0%) |
| Афроамериканци    | 0 (0,0%) | 0 (0,0%)    |
| Азијати           | 0 (0,0%) | 4 (0,5%)    |
| Хиспаноамериканци | 0 (0,0%) | 149 (19,0%) |
| Укупно            | 0        | 785         |